# Maria Haukaas Mittet
Maria Mittet (n. 3 august 1979, Comuna Senja⁠(d), Troms, Norvegia) este o cântăreață și ocazional actriță norvegiană. De-a lungul adolescenței, ea a devenit cunoscută în domeniul actoriei datorită unor roluri principale obținute în cadrul unor teatre din Norvegia.
În anul 2004, Storeng a participat la un concurs cu profil muzical, numit Idolul Norvegian. La finele competiției ea s-a clasat pe poziția cu numărul șase. La scurt timp Maria a obținut un contract cu Oslo Recordings pentru promovarea sa în Norvegia și un altul cu Bonnier Records pentru regiunea Scandinaviei.
Albumul de debut al interpretei a început să fie comercializat în prima parte a anului 2005. Materialul discografic, intitulat Breathing, a fost comercializat în aproximativ 15.000 de exemplare în țara natală a interpretei și a fost certificat cu discul de aur.
Apoi a urmat o perioadă de tranziție pentru Storeng care, beneficiind de câteva roluri principare în diverse piese, transpuse în teatre din Norvegia. Totuși, pentru a nu rămâne inactivă pe plan muzical, Maria a început comercializarea unui disc single, intitulat Nobody Knows. Acesta nu s-a bucurat de succes comercial în Norvegia.
Storeng a reprezentat Norvegia în cadrul Concursului Muzical Eurovision, ediția cu numărul 53 interpretând melodia Hold On Be Strong. La finalul competiției, ea s-a clasat pe poziția cu numărul cinci.
După participarea la Eurovision, Storeng a semnat un contract cu Universal Music Group. Această companie a ajutat-o pe Maria să promoveze cel de-al doilea album din cariera sa. Acesta, intitulat Hold On Be Strong, a promovat bine în clasamentele de specialitate din Scandinavia.
Maria are o relație de lungă durată cu actorul norvegian Hans Marius Hoff Mittet⁠(no)[traduceți].

## Biografie

### Anii copilăriei
Maria Haukaas Storeng s-a născut la data de 3 august, 1979 în Finnsnes, dar a crescut în Senja, județul Troms, Norvegia. La o vârstă fragedă, Maria se îmbrăca cu hainele mamei sale și obișnuia să cânte diverse melodii.
Când avea cinci ani, ea a cântat pentru prima oară în fața unui public. Această performanță a avut loc la Școala de muzică din Lenvik, unde studia fratele ei. Maria a interpretat melodia care îi era destinată, iar la primirea aplauzelor ea nu a știut cum să reacționeze și a fugit de pe scenă. Un an mai târziu ea a devenit și ea elevă a Școlii de Muzică din Lenvik unde a învățat să cânte la pian (a fost elevă până în 1994).
Gimnaziul l-a urmat la Senja timp de opt ani (1986-1994).
Haukaas Storeng a primit pentru prima oară atenție la nivel național în noiembrie, 1991 - la vârsta de unsprezece ani, când a obținut rolul principal în musical-ul Annie. Datorită faptului că spectacolul rula în teatrul Bryggeteateret din Oslo, Maria și familia sa s-au mutat în capitala Norvegiei până când musical-ul a fost închis. Atunci, ei s-au reîntors în Senja. Interpreta a înregistrat cinci melodii pentru acest musical, care au fost incluse pe coloana sonoră a producției.
În 1995, când Maria avea șaisprezece ani, ea și familia sa s-au reîntors în Oslo. Acolo, Haukaas Storeng a jucat în câteva musical-uri, cel mai proeminent rol interpretat fiind cel al lui Dorothy Gale, protagonista cărții pentru copii, Vrăjitorul din Oz. De-a lungul adolescenței, Maria a obținut câteva roluri minore și în județul Troms.
Interpreta a jucat și în programul norvegian Beat For Beat Tone For Tone de trei ori. Televiziunile din Norvegia i-au oferit credit și în alte producții precum Larsens Spesial sau Du Skal Høre Mye.
Maria Haukaas Storeng a făcut liceul la Foss Videregående Skole din Oslo și a terminat Academia de muzică Baardar (Bårdarakademiet).
În adolescență, Maria a lucrat la Wallmans Salonger din Oslo și la Blue Moon Bar din Stockholm, Suedia pentru a obține bani.

### 2004:Participarea la „Idolul Norvegian”
În primăvara anului 2004, Maria se număra printre cele 7000 de persoane care au dat o audiție în cadrul concursului Idolul Norvegian. La preselecțiile concursului ea a interpretat melodia Ain't no mountain high enough a lui Marvin Gaye. Cu ajutorul acestei apariții, Maria a devenit una dintre cei 40 de semi-finaliști ai competiției. În următoarea fază a Idolului Norvegian cântăreața a interpretat melodia I have nothing a lui Whitney Huston care a propulsat-o printre rândurile finaliștilor. Ea a obținut 34 % din voturile telespectatorilor, având un avantaj de 12 procente față de următorul clasat.
De-a lungul celor cinci finale la care a participat, Maria a cântat melodii celebre precum I want you back a formației The Jackson 5 sau Hot Stuff a Donnei Summer. De-a lungul concursului, Maria a preferat să cânte melodii în limba engleză. Excepție a făcut interpretarea din ce-a de-a doua finală, când a ales melodia în limba norvegiană Har en drøm de Jørn Hoel. Deși era văzută de mulți dintre telespectatori câștigătoarea celei de-a doua ediție a Idolului Norvegian, Maria a fost eliminată la data de 16 aprilie, 2004 în cadrul celei de-a cincea finale a concursului. Astfel, interpreta a ocupat locul șase în cadrul competiției.
Lista melodiilor interpretate de către Maria Haukaas Storeng în cadrul Idolului Norvegian:
| Etapa       | Melodia                       | Artistul original | Rezultatul                        |
| ----------- | ----------------------------- | ----------------- | --------------------------------- |
| Audiție     | Ain't no mountain high enough | Marvin Gaye       | Calificată în Semi-finale         |
| Semi-finale | I have nothing                | Whitney Houston   | Calificată în finale              |
| Finala 1    | I want you back               | The Jackson 5     | Calificată (În următoarea finală) |
| Finala 2    | Har en drøm                   | Jørn Hoel         | Calificată (În următoarea finală) |
| Finala 3    | Hot Stuff                     | Donna Summer      | Calificată (În următoarea finală) |
| Finala 4    | I'm every woman               | Chaka Khan        | Calificată (În următoarea finală) |
| Finala 5    | Shackles (Praise You)         | Mary Mary         | Eliminată din competiție          |

Fiecare dintre cei unsprezece finaliști ai concursului au înregistrat o melodie, care a fost inclusă pe albumul Idol - de 11 finalistene. Piesa Mariei, numită Don`t Give A Damn a apărut și ea pe acest material discografic.
După încheierea Idolului Norvegian, Storeng a participat, alături de finaliștii concursului la turneul organizat de către producătorii emisiunii. Ei au concertat în Norvegia, turneul având ca scop promovarea interpreților.

### 2005: Debutul
După participarea la concursul Idolul Norvegian din 2004, Maria a obținut un contract cu Oslo Recordings pentru promovarea sa în Norvegia și un altul cu Bonnier Records pentru regiunea Scandinaviei.
Albumul de debut al interpretei a început să fie comercializat în prima parte a anului 2005. Materialul discografic, intitulat Breathing, adoptă în general stilul pop dar are și influențe sesizabile ale muzicii rock. Dintre cele douăsprezece piese incluse pe album, patru au fost compuse de către Maria: I Win, Breathing, Midnight Blue și My Everything, dedicată iubitului său, actorul Hans Marius Hoff Mittet.
Albumul a promovat bine în clasamentele de specialitate din Norvegia, fiind comercializat în peste 15,000 de exemplare. Pentru a promova albumul Breathing, Maria a concertat în Norvegia timp de patru luni.
Primul single extras de pe album, poartă numele materialului discografic: Breathing. Acesta a câștigat poziția cu numărul cinci în topul celor mai difuzate melodii din Norvegia și a rămas printre primele douăzeci de piese timp de 11 săptămâni. Videoclipul filmat pentru această melodie este format din mai multe înregistrări din turneul Mariei. Cel de-al doilea extras pe single, intitulat Should've a devenit și el un hit de top 20 în țara natală a Mariei. Și această piesă a beneficiat de un videoclip.
Albumul Breathing a fost certificat cu discul de aur în Norvegia.

### 2006 - 2007:Perioada de tranziție
De-a lungul anului 2006, Maria a obținut câteva roluri în cinematografia animată. Ea a reînregistrat melodia Stir' it Up, inclusă pe coloana sonoră a filmului Chicken Little, varianta în limba norvegiană. În aceeași perioadă, Storeng a cântat și pe coloana sonoră a desenului animat Kim Possible.

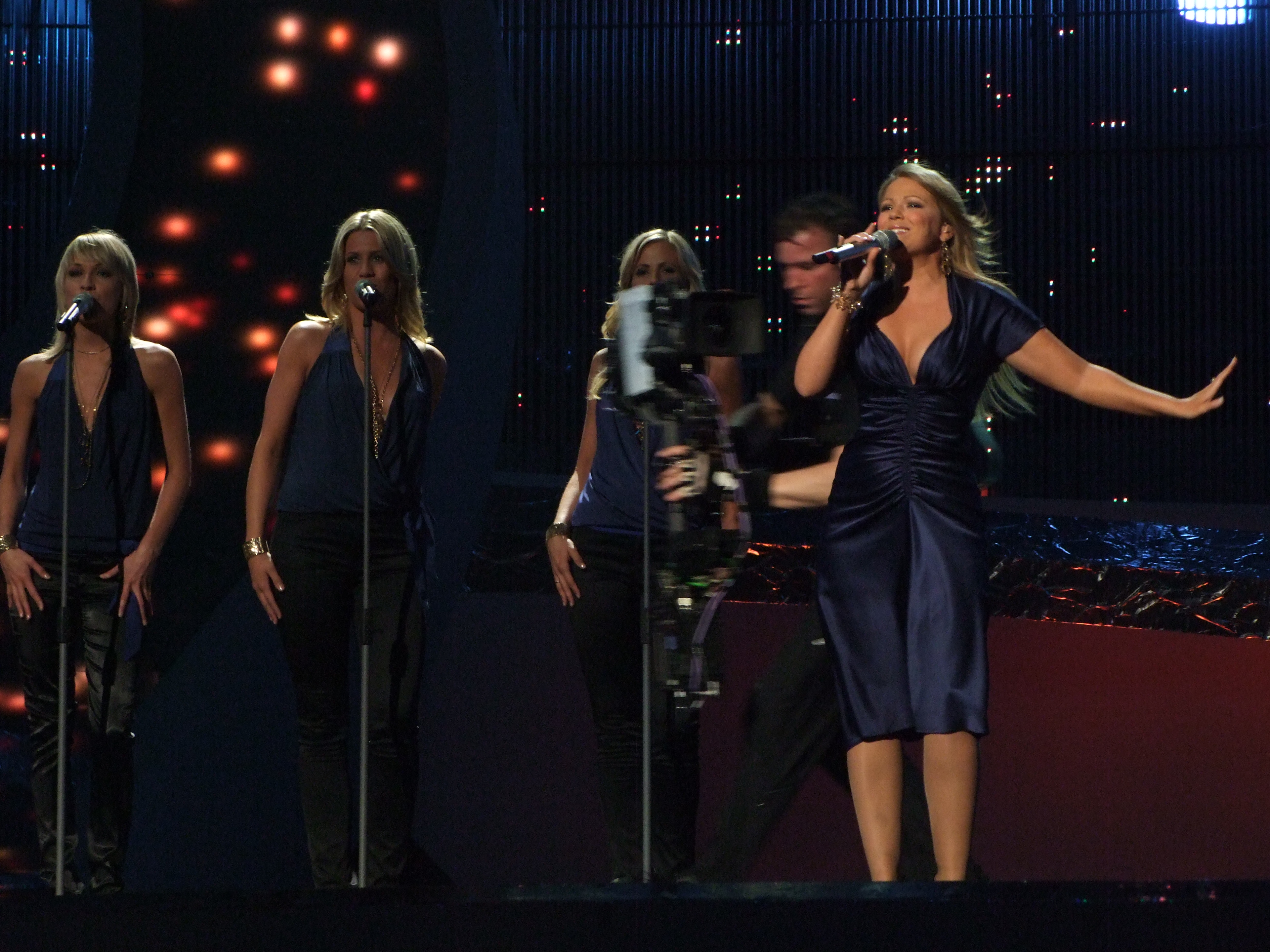
Maria Haukaas Storeng pe scena Eurovision 2008.

În luna august a anului 2006, interpreta a lansat un single pentru radio, intitulat Nobody Knows. Melodia urma să fie inclusă pe cel de-al doilea album din cariera Mariei. Totuși, artista nu a avut posibilitatea la acea vreme să înceapă comercializarea unui alt material discografic. Single-ul a fost promovat foarte slab de către posturile radio din Norvegia și nu a reușit să se claseze în niciunul dintre topurile de specialitate. Datorită faptului că Maria s-a concentrat la acea perioadă pe cariera sa în televiziune, ea nu a dispus nici de timpul necesar pentru a înregistra un album.
La data de 8 decembrie, 2006, Maria a jucat rolul Sheilei Franklin în musicalul Hair la teatrul Det Norske Teatret din Oslo. Logodnicul său, actorul obținuse deja rolul principal în producție. Amândoi și-au interpretat rolurile timp de trei luni, până la data ultimei prestații, 10 februarie, 2007.
În lunile iunie, iulie și septembrie ale anului 2007, Maria a participat la un festival de vară ce a avut loc în Stryn, Norvegia. Ea a cântat în fiecare spectacol, având câteva pasaje principale. Alături de actrița și cântăreața de origine norvegiană, Hilde Louise Asbjørnsen, Maria a reprezentat cea mai importantă personalitate care a participat la eveniment.
În 2007, interpreta a fost selectată pentru a înregistra vocea personajului Rapunzel din filmul Shrek al treilea, varianta în limba norvegiană. În acceași perioadă, Storeng a obținut două roluri în piesa norvegiană de teatru Peer Gynt. Transpunerea a avut loc în Gudbrandsdalen, Norvegia. Maria a jucat aceste roluri și în vara lui 2008.

### Participarea la Eurovision
La data de 27 decembrie, 2007, Storeng a făcut publică participarea sa la concursul Melodi Grand Prix 2008, prin care este ales anual reprezentantul Norvegiei la Concursul Muzical Eurovision. Melodia cu care s-a înscris în competiție, intitulată Hold On Be Strong, a fost compusă de către actrița și cântăreața de origine norvegiană, Mira Craig.
La 18 ianuarie, 2008 a avut loc prima semifinală a Melodi Grand Prix 2008. Interpretarea Mariei i-a adus calificarea în finală. Ajunsă în ultima etapă, desfășurată pr 9 februarie, Storeng a obținut cele mai multe voturi atât din partea publicului cât și a juriului de specialitate, acumulând în total 195, 661 puncte. Melodia Hold On Be Strong s-a clasat la 77,566 voturi de ocupanta locului doi. Astfel, Maria Haukaas Storeng a devenit reprezentanta Norvegiei în cadrul Concursul Muzical Eurovision, ediția anului 2008 găzduită de orașul Belgrad din Serbia.
Hold On Be Strong a debutat pe poziția cu numărul cinci în clasamentul celor mai difuzate piese la radio din Norvegia în data de 12 februarie. Următoarea săptămână, single-ul a urcat pe prima treaptă a topului.
Pe 20 mai, 2008 Storeng a interpretat melodia în prima semi-finală a concursului Eurovision, obținând poziția cu numărul patru și calificarea în Marea finală. Ajunsă la acest nivel al competiției, Maria a cântat ultima în acea seara, înainte de începerea votării. Melodia s-a clasat în final pe locul cinci, cu 182 de puncte. Hold On Be Strong a fost cea mai bine clasată melodie a unei țări din Europa de Vest în ediția 2008 a Eurovision.
Fundalul vocal al melodiei în semi-finală și finală a fost creat de către Jorunn Hauge, May Kristin Kaspersen, Kariane Kjærnes, Håvard Gryting și Øystein Nesbakken. Piesa Hold On Be Strong a fost inclusă și pe cel de-al doilea album din cariera Mariei, care poartă același nume.

## Actorie: Roluri interpretate (selectate)
- 1991-1992: Annie - în rolul lui Annie (la Bryggeteateret din Oslo)
- 1995-1996: Trollmannen fra Oz (în limba română Vrăjitorul din Oz) - în rolul lui Dorothy (la Det Norske Teatret din Oslo)
- 2002: Thank You For The Music - Tribut pentru ABBA (la Scene West din Oslo)
- 2003: Fame - în rolul lui Mabel Washington (la Chat Noir din Oslo)
- 2005: Hamlet - în rolul lui Ofelia (de Nordnorsk Scenekompani în Harstad și Tromsø)
- 2006-2007: Hair - în rolul lui Sheila Franklin (la Det Norske Teatret din Oslo)

## Filmografie
- Kim Possible (TV) (Versiunea audio în limba norvegiană) - a cântat coloana sonoră și o baladă prezentă într-unul dintre episoade
- Chicken Little (Versiunea audio în limba norvegiană) - a cântat melodia "Ta Den Ut"
- Shrek al treilea (Versiunea audio în limba norvegiană) - Rapunsel (vocea)

În propria persoană
- 1999 Beat for Beat (TV) (Emisiune de muzică din Norvegia)
- 2001 Du skal høre mye (TV)
- 2003 Beat for Beat (TV)
- 2004 Idolul Norvegian (TV)
- 2004 Beat for Beat (TV)
- 2005 Heia Tufte (TV)
- 2007 Beat for Beat (TV)

## Discografie
| - 2005: Breathing - 2008: Hold On Be Strong - 1991: "Annie" - den norske suksessversjonen - 2004: Idol - de 11 finalistene - melodia nr. 3 „Don't Give A Damn" - 2008: Melodi Grand Prix 2008 | 2005 → Breathing - Breathing - Should've 2006 → Nobody Knows - Nobody Knows 2008 → Hold On Be Strong - Hold On Be Strong - Mine All Mine (împreună cu Mira Craig) |